# 京釜跑道
京釜跑道（：／ Gyeongbu Hwaljuro */?）是一座位於大韓民國京畿道城南市的簡易機場。此機場是大韓民國警察廳及韓國道路公社共同擁有之簡易機場。